# Трус (фильм, 1961)
«Трус» (чеш. Zbabelec) — чехословацкий фильм 1961 года режиссёра Иржи Вайса

## Сюжет
1944 год. Война. В отдаленной словацкой деревне школьный учитель Боднар и его молодая жена Франтишка находят раненого русского десантника.
Боднар считает, что после подавления народного восстания сопротивление фашистам бесполезно и поэтому надо притаиться, переждать тяжелые времена, сотрудничает с немцами, и поэтому особенно боится прятать русского, до такой степени, что может показаться трусом. 
Франтишка же наоборот, связана с партизанами, и после излечения уводит Олега в горы, чтобы указать ему дорогу к ним. По дороге Олег и Франтишка убивают двух немецких солдат и поджигают склад немцев.
Альберт Шмолка, немецкий офицер, собирает жителей деревни, и ставит ультиматум: либо ему укажут виновных, либо каждый десятый будет повешен…

## В ролях
- Ладислав Худик — Ондржей Боднар, учитель
- Даниэла Смутна — Франтишка, его жена
- Олег Стриженов — Олег, советский партизан
- Вильхельм Кох-Хооге — немецкий обер-лейтенант Альберт Шмолка
- Франтишек Дибарбора — Варга, сосед
- Вера Тиханкова — Анна Марчокова
- Душан Блашкович — староста и трактирщик
- Индржих Нарента — Ниемаер
- Иржи Немечек — Хорст
- Йозеф Бейвл — немецкий солдат
- Штефан Галас — немецкий солдат
- Адам Матейка — житель деревни

## Съёмки
Съёмки проходили на киностудии «Баррандов», натурные съёмки велись в городе Ружомберок. Для точности и аутентичности актёрского состава режиссёр пригласил на роль русского партизана актёра Олега Стриженова, которого видел в советском фильме «Сорок первый», а на роль немца пригласил актёра из ГДР Вильхельма Кох-Хооге

## Критика
мощная работа, лучший фильм Вайса со времен «Волчьего логова» и один из его лучших за всю историю.
Оригинальный текст (чешск.)silné dílo, nejlepší Weissův film od Vlčí jámy a jeden z jeho nejlepších vůbec.
— Антонин Лем, газета «Literární noviny», 1962 год

фильм отличался от масштабных произведений кинематографа первых десятилетий по окончании войны своей интимностью, лиричностью и красотой необыкновенной природы.— актёр Олег Стриженов

## Прокат
Премьера фильма состоялась 13 апреля 1962 года и он демонстрировался в кинотеатрах до августа 1974 года, в общей сложности на 4732 киносеансах его посмотрели 548 470 зрителей.

## Фестивали и награды
- 1962 — 7-й Международный кинофестиваль в Корке (Ирландия) — Премия за режиссуру